# توماس فرنسيس هيكي
توماس فرنسيس هيكي (بالإنجليزية: Thomas Francis Hickey)‏ هو عسكري أمريكي، ولد في 1 أبريل 1898 في بوسطن في الولايات المتحدة، وتوفي في 1 نوفمبر 1983 في مقاطعة أرلنغتون في الولايات المتحدة.